# Abel Sánchez (entrenador)
Abel Sánchez (Tijuana, Baja California, México) es un entrenador de boxeo mexicano. Es más conocido como el entrenador de Gennady Golovkin, y ha entrenado a otros boxeadores como Lupe Aquino, Terry Norris y Murat Gassiev. Sánchez ganó el Premio Futch-Condon en 2015. En 2000, construyó una casa en Big Bear, California, donde dirigió los campos de entrenamiento de sus combatientes en los últimos años. La casa está construida en la altura, lo que ayuda a los atletas a mejorar su acondicionamiento aeróbico. La casa es apodada The Summit.
Sánchez nació en Tijuana y emigró a San Marin, California, con su familia a la edad de seis años. Él es dueño de un negocio de construcción. Sánchez practicó brevemente kickboxing y boxeo profesionalmente, pero se retiró para centrarse en la construcción. Se metió en el entrenamiento de boxeo después de patrocinar un gimnasio local. Los primeros tres boxeadores que entrenó, Lupe Aquino , Terry Norris y Orlin Norris, todos se convirtieron en campeones mundiales. Luego pasó a entrenar a otros campeones mundiales durante los años 90, como Miguel Ángel González, Paul Vaden, Frans Botha y Nana Konadu.
Sánchez sufrió un ataque cardíaco en 2001, y señaló que dejó de entrenar. Él construyó The Summit para el uso de otros boxeadores y entrenadores. Permaneció en gran parte sin usar hasta que Oscar De La Hoya lo alquiló para prepararse para su pelea con Manny Pacquiao. Poco después, Sánchez se encontró con Gennady Golovkin y regresó al entrenamiento después de quedar impresionado con el talento de Golovkin. Desde entonces, ha trabajado con otros boxeadores activos como Sullivan Barrera, Murat Gassiev y Denis Shafikov.